# 埃斯卡朗
埃斯卡朗（法語：Escalans）是法国朗德省的一个市镇，属于蒙德马桑区（Mont-de-Marsan）加巴尔雷县（Gabarret）。该市镇总面积30.31平方公里，2009年时的人口为249人。

## 人口
埃斯卡朗人口变化图示